# CRH380A
CRH380A형 전철 또는 CRH2-380형 전철(중국어: CRH380A型电力动车组)은 중화인민공화국 철도부(중국 국철)가 새로 건설한 도시간 고속철도 여객 전용선에 영업 운전을 위해, 중국 남차 청도 사방 기차 차량의 CRH2C(CRH2-300) 형식의 전철을 기반으로 개발 중인 고속철도 차량이다. 중화인민공화국 철도부가 보유한 기술과 해외에서 이전된 기술을 함께 설계하여 생산된 고속철도 차량은 허셰호(중국어: 和諧号)로 불린다. CRH380A형은 동력 분산 방식의 교류구동 전차이고, 차체는 알루미늄 합금의 중공형재를 채택했다. 8량 편성은 CRH380A, 16량 편성은 CRH380AL로 분류했다.
그 밖의 모델은 지멘스 벨라로와 히타치의 기술로 개발된 CRH380B, CRH380C 모델과 봄바디어 트랜스포테이션의 기술로 개발된 CRH380D 모델이 있다.

## 개요
새로운 선두차 디자인은 20가지 방안을 3D 시뮬레이션을 거쳐 5종으로 걸러내고, 8분의 1모형을 제작하여 공기 역학 시험이나 소음측정 등을 실시 결과 선정된 것으로, CRH2-150 편성 디자인을 사용하여 만들어지기 전에 선두차를 실제로 제작하여 2010년 5월부터 정시 여객 전용선(鄭西客運専用線)에서 시운전을 했다. 이 프로토타입 차체 표기는 "시차 CRH380A"라고만 적혀 있었다.
CRH380A 차량은 2010년 9월부터 최초로 후난 고속철도 노선에 우선 상용운행하기 시작했다.
같은 해 10월 26일에 후항 고속철도, 후난 고속철도에 투입하기 시작했다. 최고 영업 속도는 시속 355km/h로, 이는 컴퓨터 시스템 제어로 속도를 제한했기 때문이다. 이 열차의 도입으로 상하이에서 항저우를 오가는 시간이 1시간 18분에서 1시간 45분으로 시간이 단축되었다. 또한 난징에서 항저우간 소요 시간은 기존 3시간 19분에서 2시간 48분으로 단축되었다.
CRH380A는 2010년 12월 3일부터 우광 고속철도 노선에 운행하기 시작했다.
2012년 4월 18일, MTR에 CRH380A 차량 9대를 주문을 했는데 이는 광선강 고속철도 노선에 도입하기 위해 중화인민공화국 철도부에서 발주했다.

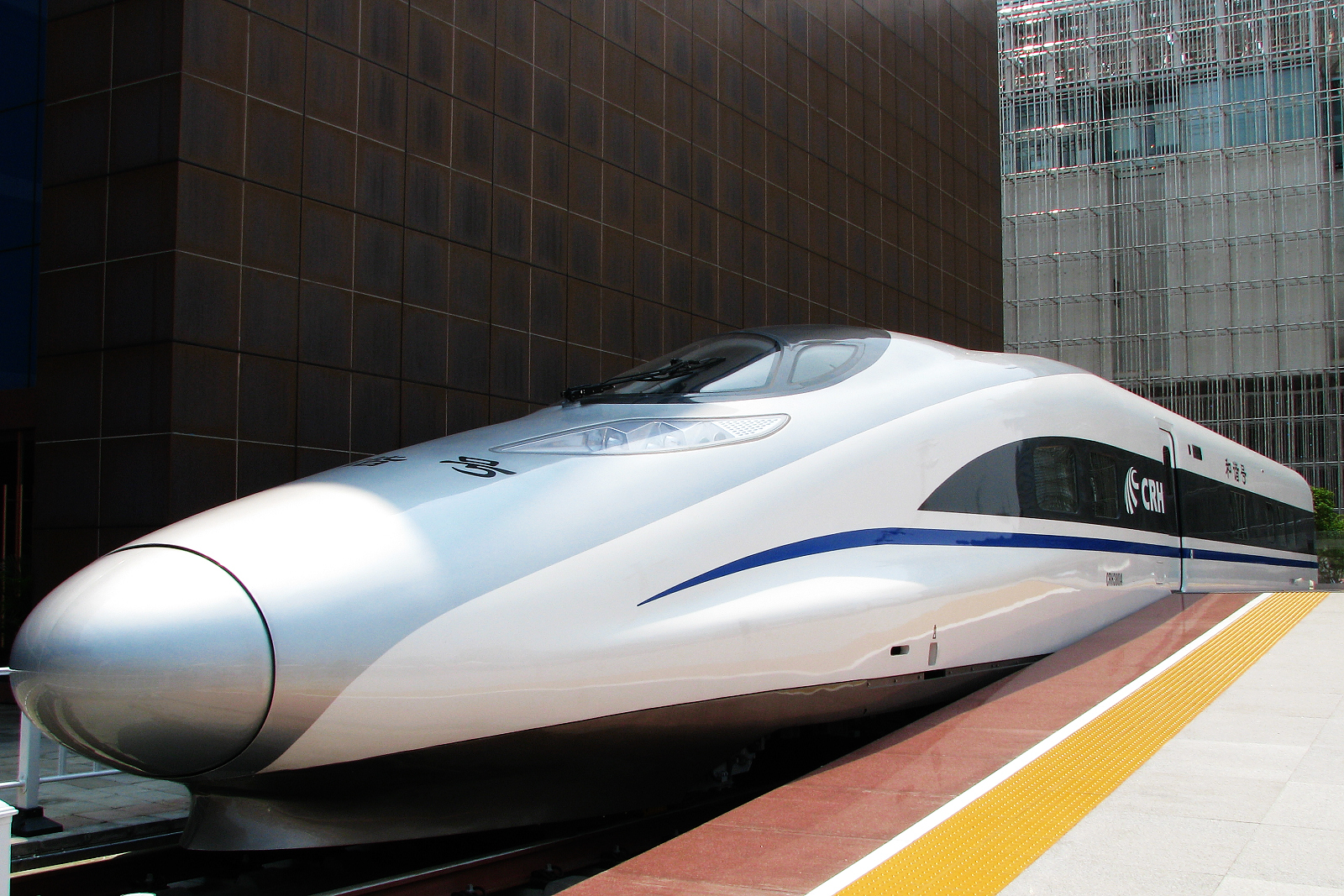
상하이 엑스포에 전시된 쓰팡 그룹의 CRH380A 고속열차

## 세부 모델

### CRH380A
CRH380A형 전철(중국어: CRH380A型电力动车组)은 편성은 총 8량 40편성이자 6M2T 편성으로 DSA350 형식 팬터 그래프를 사용하여 팬터 그래프의 양측은 입체 커버로 덮여있다. 1개의 편성은 일등 개인실로 달리는 일등석 차량(ZY)이 2량, 이등석 차량(ZE)이 3량, 관광석으로 이등석 차량(ZEG) 2량, 식당차 이등석 차량(ZEC) 1량이 된다. 일등 개인실을 제외한 모든 좌석은 회전이 가능하다. 2010년 9월 먼저 CRH380A - 6001 - CRH380A - 6010이 상하이 철로국에 투입되어 상하이-난징 고속철(沪宁城际高速铁路)과 상하이-항저우 고속철(沪杭客运专线) 전용선에 고속시험주행에 들어갔다.
2010년 9월 28일 CRH380A - 6001호 편성은 후항여객 전용선, 항저우 역에서 상하이 훙차오 역까지 시운전하는 열차로 11시 37분, 416.6km/h라는 중화인민공화국의 철도 최고 속도를 기록하여 보통 영업용 차량으로 세계 최고 속도 기록을 갈아치웠다. 2010년 9월 30일부터 10월 1일까지 CRH380A는 후닝 도시간 철도 임시 고속 열차로 투입하여 최초의 영업 운전을 했다. 2010년 10월 26일에 후항 고속철도(중국어: 沪杭高速铁路)에 정식으로 투입되었다.

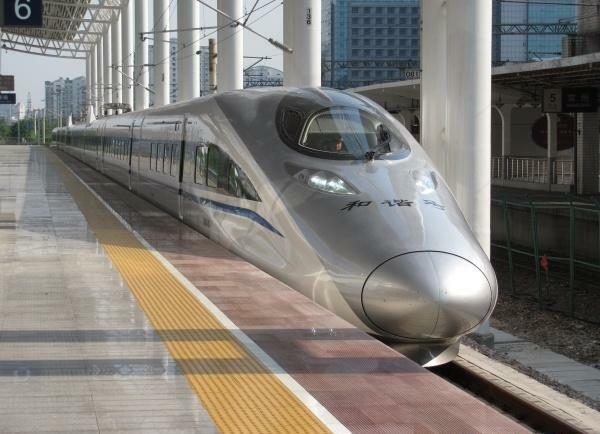
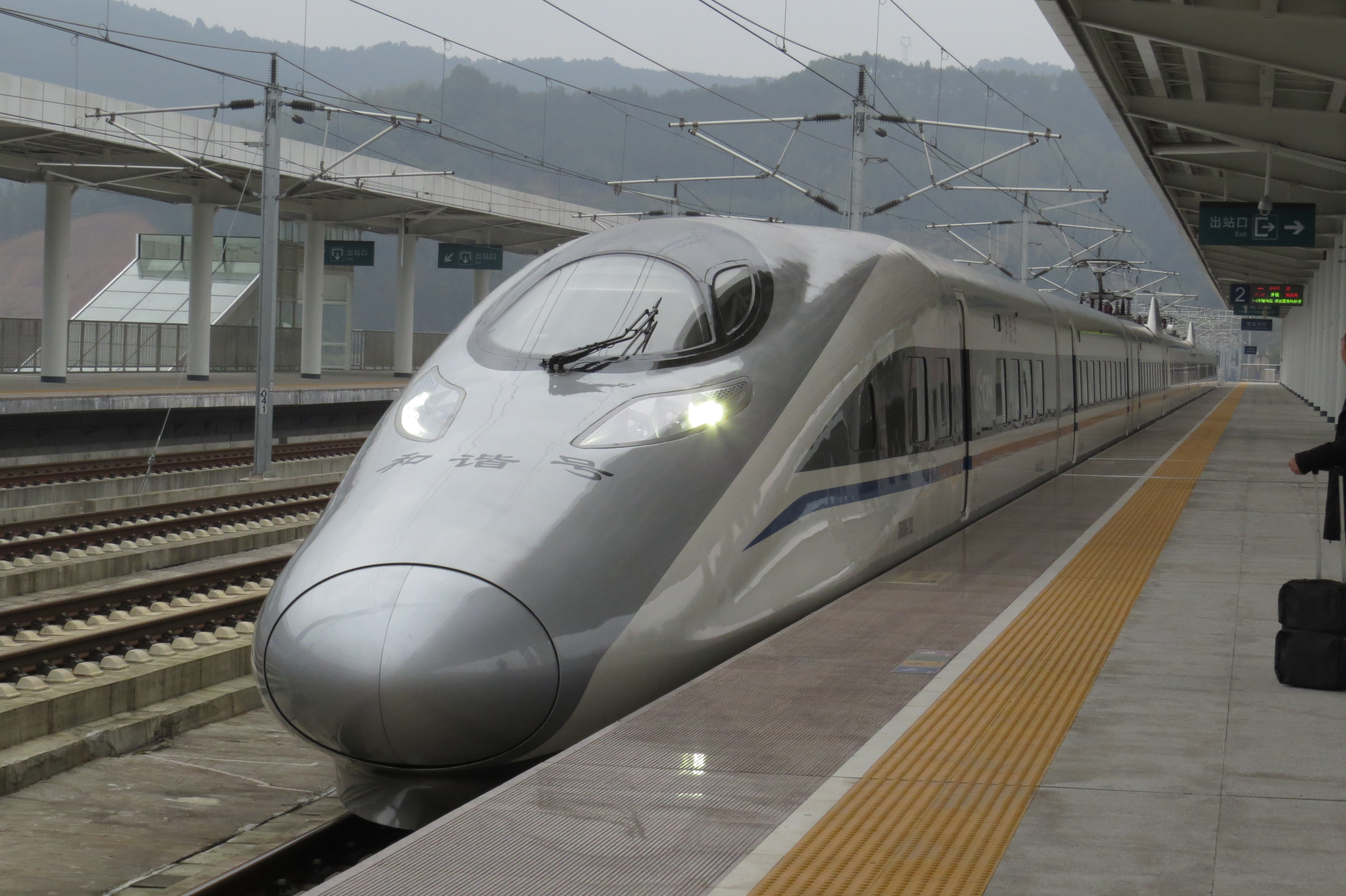
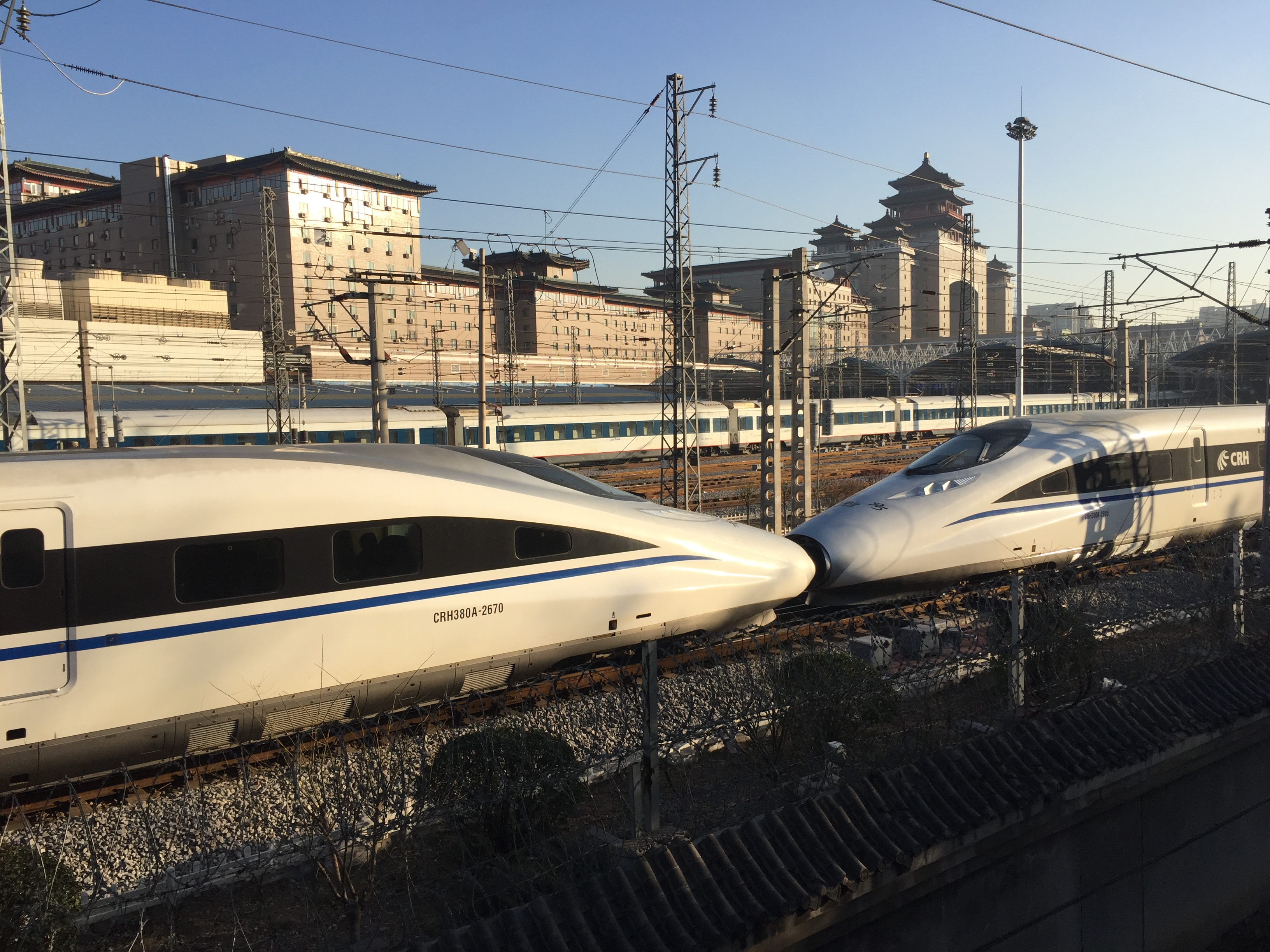

### CRH380AL
CRH380AL형 전철(중국어: CRH380AL型电力动车组)은 CRH380AL의 총 편성은 100편성(CRH380A - 6041L ~ CRH380A - 6140L)을 계획하고 있다. 14M2T로 조직을 구성하며, 조직마다 총 출력은 20440kW, 전동차 유닛수 7, 주전 동기 56대, DSA350형 고속 집전장치를 채용하여 팬터그래프의 양측은 입체 커버로 덮는다. 1량의 특등석 차, 4량의 일등석 차량 10량, 이등석 차량 1량, 식당차로 구성된다. 일등석 차량은 2 +2열 좌석 배치로, 이등석 차량의 좌석 배치는 2+3 라인이다. 식당차, 이등석 차량을 제외한 모든 좌석은 회전 가능하다.

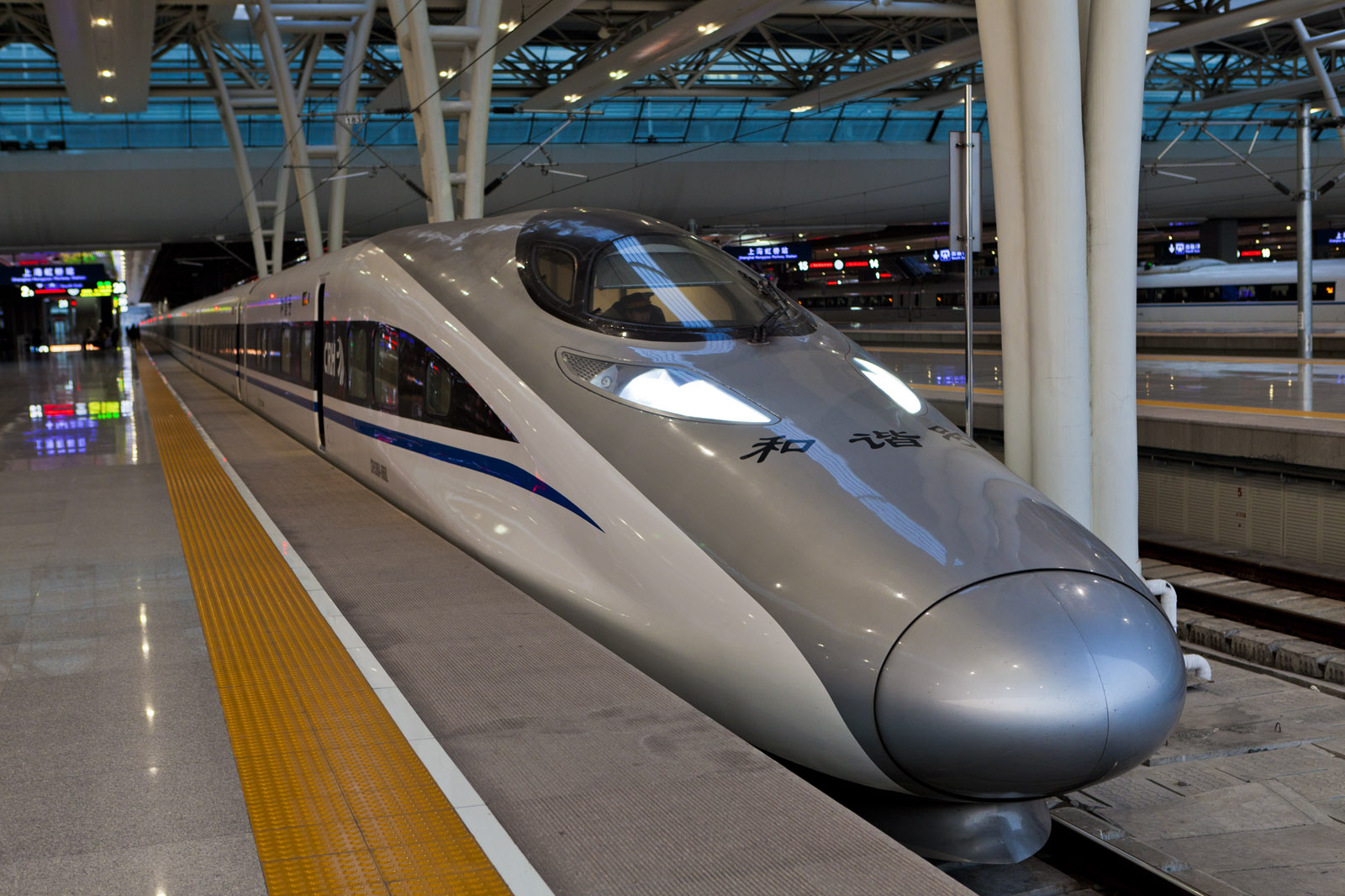
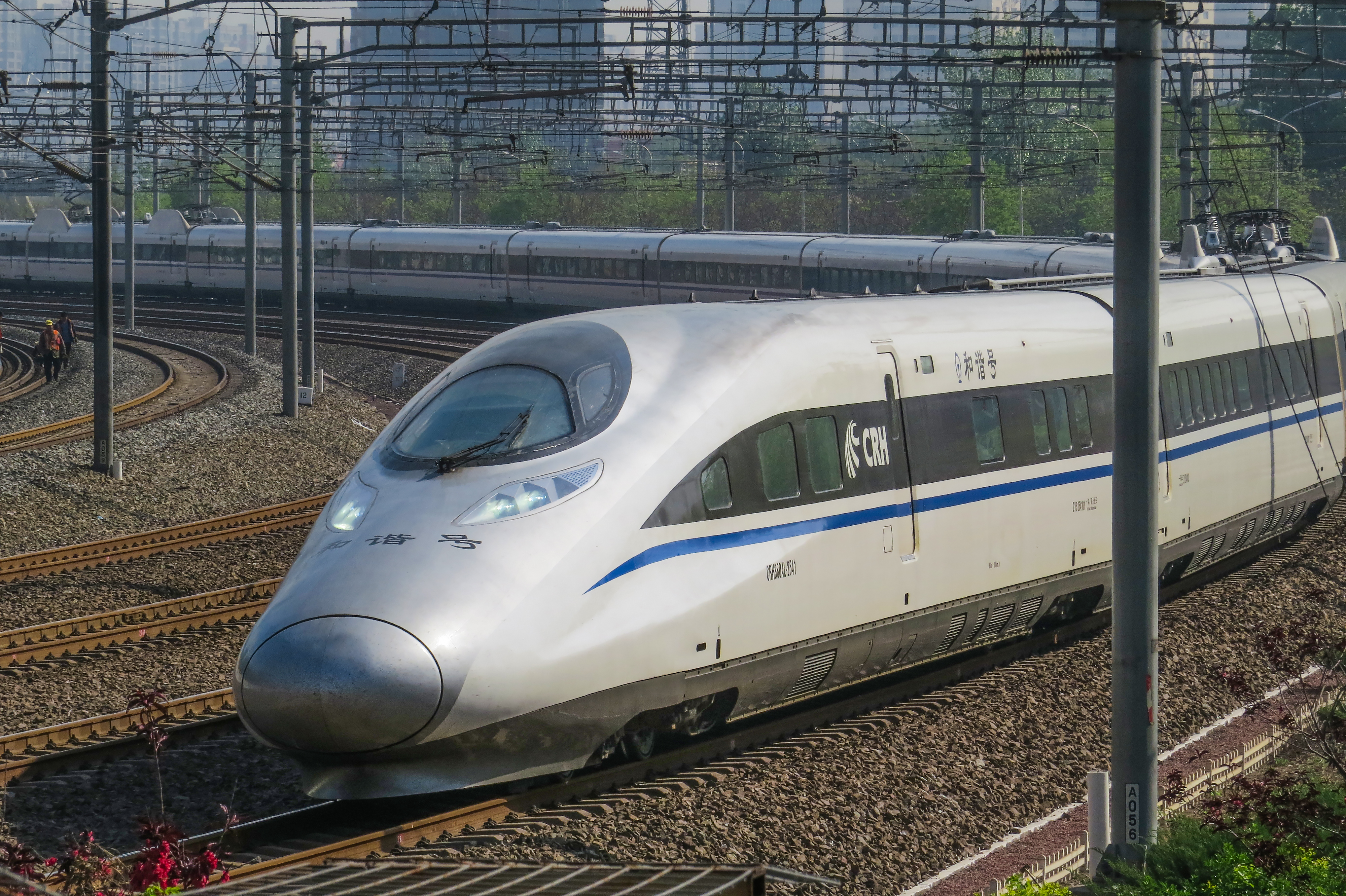
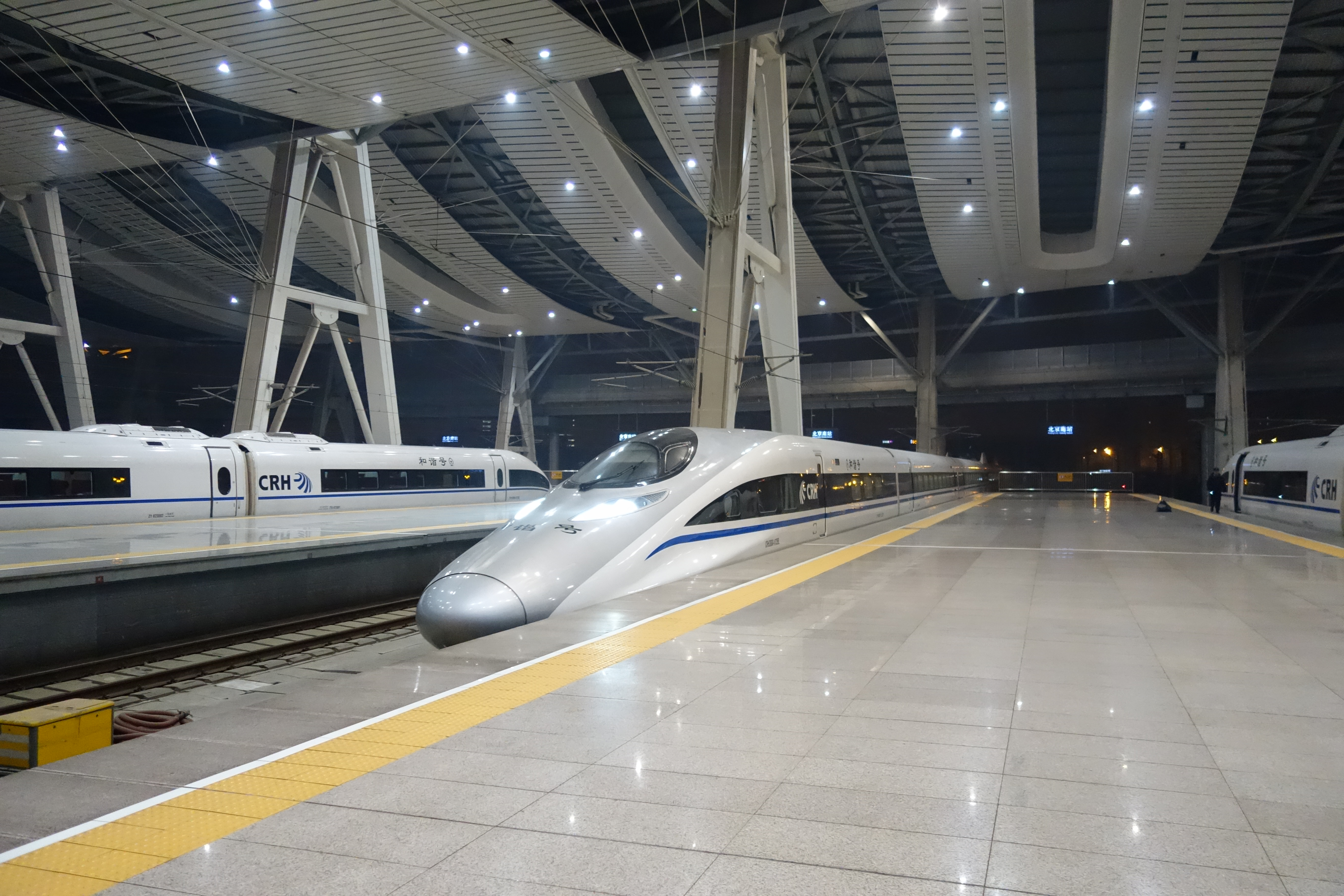

### MTR CRH380A
항철공사 CRH380A(중국어: 香港高速動車組)는 홍콩의 항철공사에서 운영하는 고속열차로 광선강 고속철도 노선에 도입을 위해 생산된 고속철도 차량으로 오는 2018년부터 운행에 들어갈 예정이다. 9편성이 제작될 예정으로 2014년부터 3편성이 생산되었고 현재 시범 운행에 들어갔다.

## 객차 구성
CRH380A는 8개의 코치가 있으며 구성은 다음과 같다.
차량 대상
- M - M차량
- T - T차량
- C - 운전실
- P - 팬터그래프

코치 유형
- SW - 비즈니스 클래스 코치
- ZY - 퍼스트 클래스 코치
- ZE - 세컨드 클래스 코치
- CA - 뷔페차
- ZEC - 세컨드 클래스 코치 / 뷔페차
- ZYG - 퍼스트 클래스 코치 / 전망대
- ZEG - 세컨드 클래스 코치 / 전망대
- ZYT - 퍼스트 클래스 / 프리미엄 코치
- ZET - 세컨드 클래스 / 프리미엄 코치
- ZYS - 퍼스트 클래스 / 비지니스 코치
- ZES - 세컨드 클래스 / 비지니스 코치

### CRH380A
| 호차      | 1     | 2     | 3     | 4     | 5     | 6     | 7     | 8     |
| 유형1     | ZET   | ZE    | ZYT   | ZY    | ZEC   | ZE    | ZE    | ZET   |
| 유형2     | ZYS   | ZE    | ZE    | ZE    | ZEC   | ZE    | ZE    | ZES   |
| 차량 구성 | TC    | M     | M     | MP    | M     | MP    | M     | TC    |
| 차량 장치 | 1호기 | 1호기 | 1호기 | 1호기 | 2호기 | 2호기 | 2호기 | 2호기 |
| 좌석1     | 40+6  | 85    | 38+6  | 51    | 38+14 | 85    | 85    | 40+6  |
| 좌석2     | 28+5  | 85    | 85    | 75    | 63    | 85    | 85    | 40+5  |

- ^1  CRH380A-2501 ~ CRH380A-2540편성까지 해당된다.
- ^2  CRH380A-2641 ~ CRH380A-2807, CRH380A-2809 ~ CRH380A-2827, CRH380A-2829 ~ CRH380A-2901편성까지 해당된다.

### CRH380AL
| 호차      | 1     | 2     | 3     | 4     | 5     | 6     | 7     | 8     | 9     | 10    | 11    | 12    | 13    | 14    | 15    | 16    |
| 유형1     | ZYG   | ZY    | SW    | ZY    | ZE    | ZE    | ZE    | ZE    | CA    | ZE    | ZE    | ZE    | ZE    | ZE    | ZE    | ZYG   |
| 유형2     | SW    | ZY    | ZY    | ZE    | ZE    | ZE    | ZE    | ZE    | ZEC   | ZE    | ZE    | ZE    | ZE    | ZE    | ZE    | SW    |
| 차량 구성 | TC    | M     | M     | M     | MP    | M     | M     | M     | M     | M     | M     | M     | MP    | M     | M     | TC    |
| 차량 장치 | 1호기 | 1호기 | 1호기 | 2호기 | 2호기 | 3호기 | 3호기 | 4호기 | 4호기 | 5호기 | 5호기 | 6호기 | 6호기 | 7호기 | 7호기 | 7호기 |
| 좌석1     | 25+2  | 56    | 24    | 56    | 73    | 85    | 85    | 85    | 38    | 85    | 85    | 85    | 85    | 85    | 85    | 25+2  |
| 좌석2     | 10+3  | 56    | 56    | 85    | 73    | 85    | 85    | 85    | 38    | 85    | 85    | 85    | 85    | 85    | 85    | 10+3  |

- ^1  CRH380AL-2541 ~ CRH380AL-2570편성까지 해당된다.

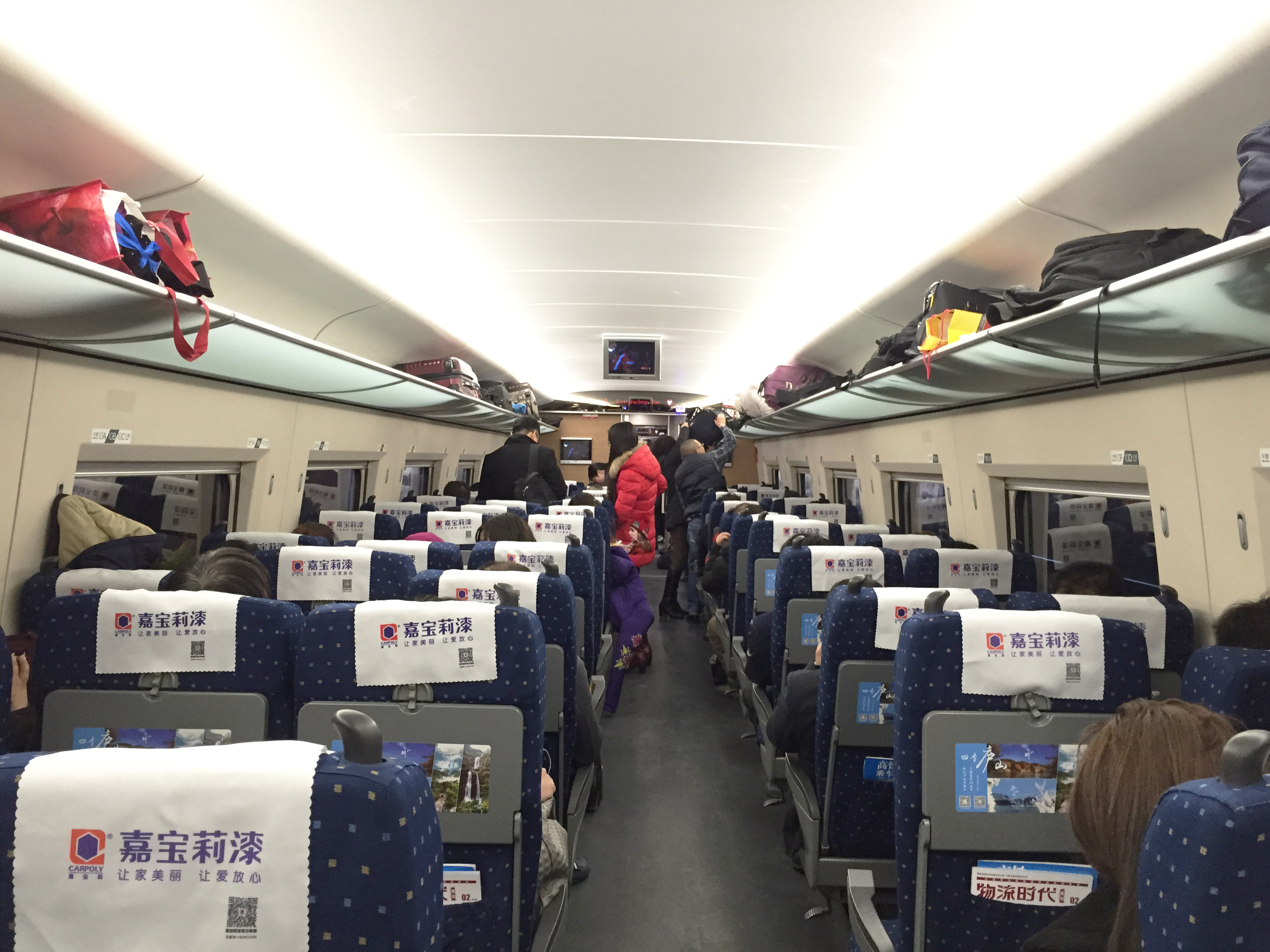
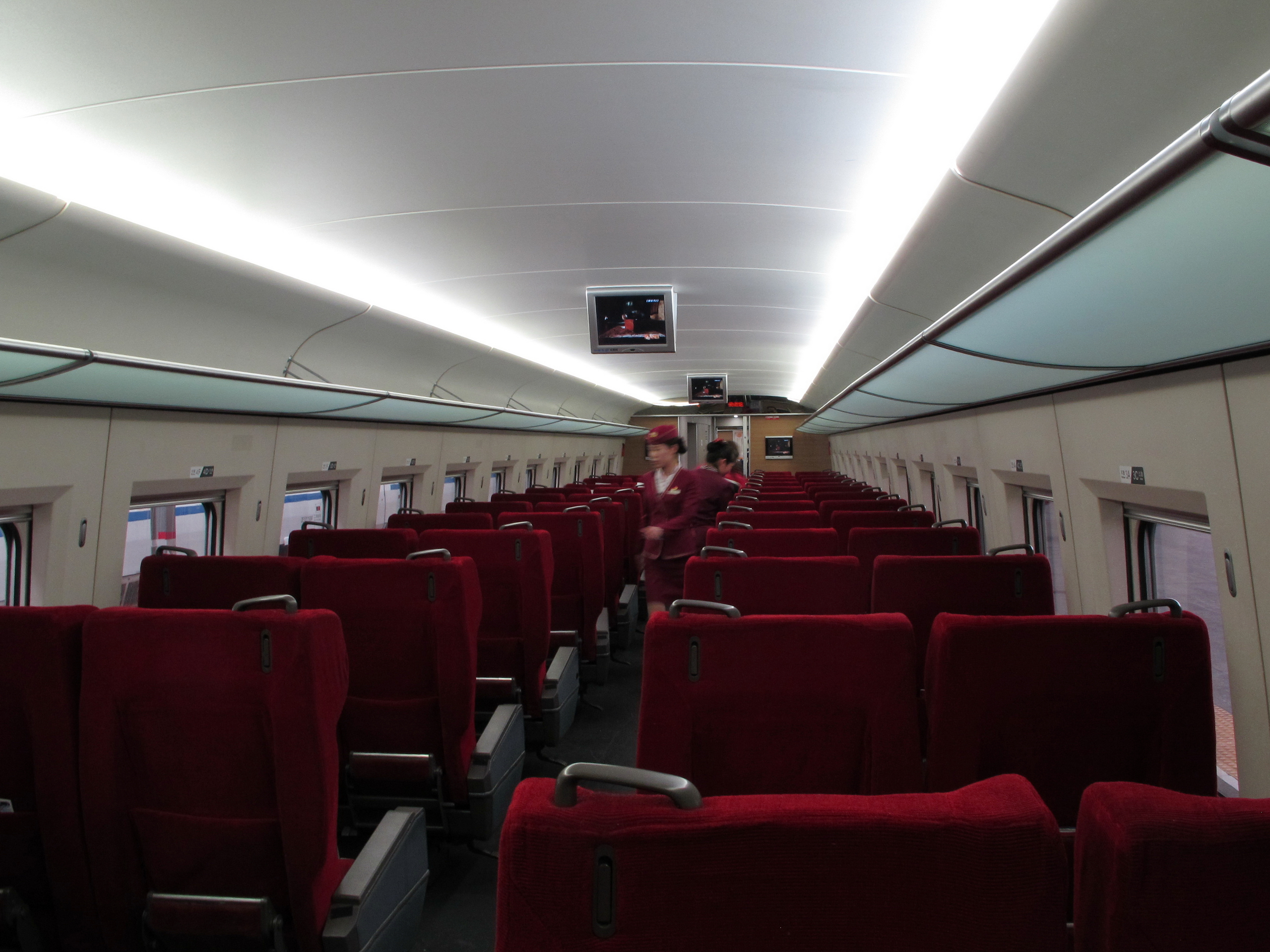
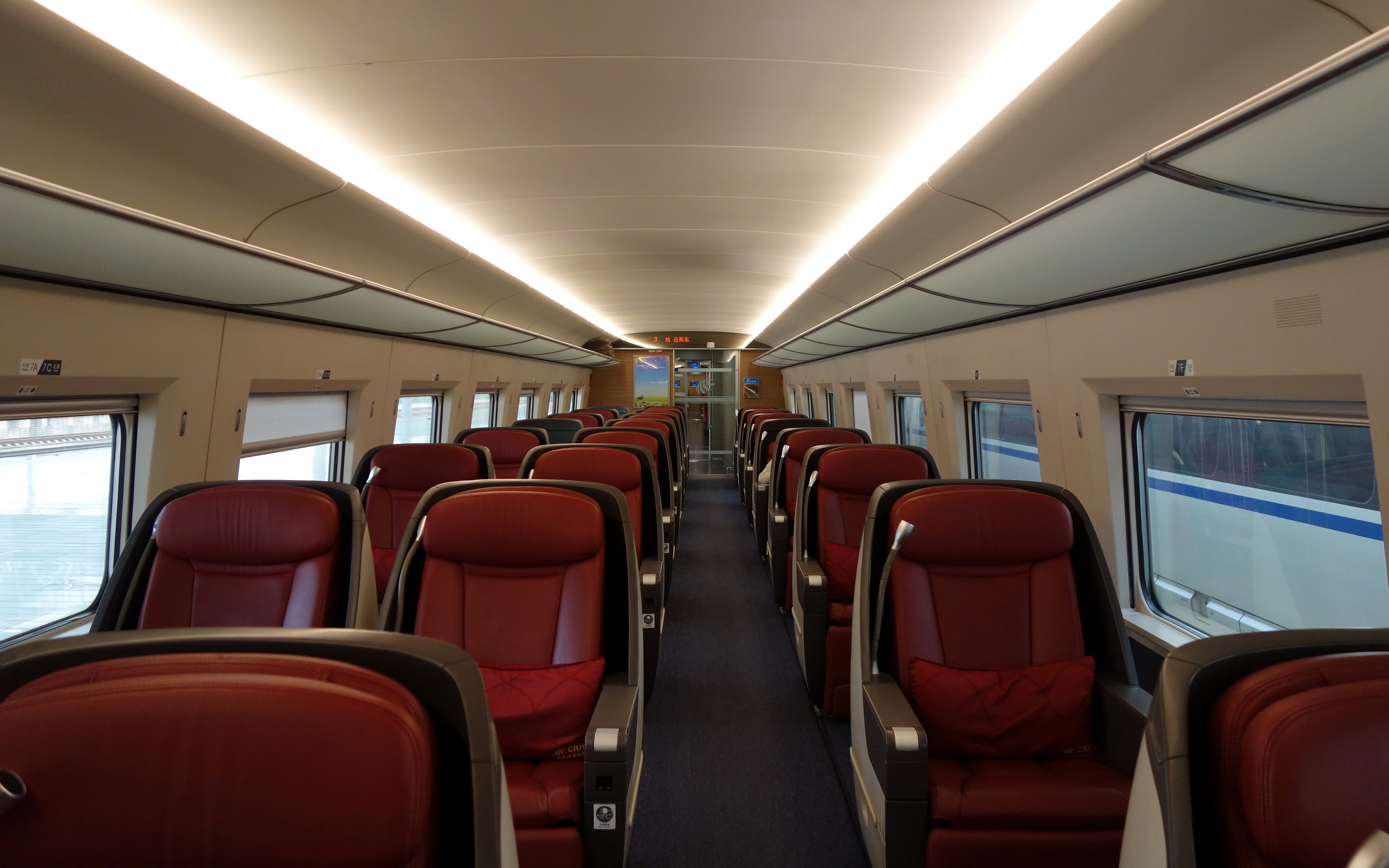

- ^2  CRH380AL-2571 ~ CRH380AL-2640편성까지 해당된다.

## 현황
| 소속                   | 편성 | 차량 번호 | 기지          | 비고                           |
| ---------------------- | ---- | --- | ------------- | ------------------------------ |
| CRH380A                |      | |               |                                |
| 타이위안 철도부        | 10   | 2668, 2669, 2674～2679, 2689, 2690                                                                                           | 타이위안 북부 |                                |
| 타이위안 철도부        | 4    | 2845～2848 | 타이위안      |                                |
| 상하이 철도부          | 6    | 2505, 2508～2510, 2533, 2535                                                                                                 | 상하이 훙차오 |                                |
| 베이징 철도부          | 20   | 2501 ~ 2504, 2507, 2512, 2516, 2517 2525, 2527～2530, 2534                                                                   | 베이징        |                                |
| 베이징 철도부          | 3    | 2506, 2519, 2723 | 스좌장        |                                |
| 지난 철도부            | 21   | 2511, 2513～2515, 2518, 2531, 2532, 2536, 2537, 2539, 2641～2643, 2648～2650, 2653～2657                                     | 칭다오        |                                |
| 광저우 철도부          | 11   | 2662～2664, 2705, 2706, 2715, 2796～2800                                                                                     | 광저우 북부   |                                |
| 난창 철도부            | 37   | 2658, 2659, 2683, 2684, 2691～2694, 2697～2699, 2701～2704, 2707～2714, 2726～2728, 2730, 2731, 2737, 2741～2745, 2750～2752 | 난창 서부     |                                |
| 난창 철도부            | 25   | 2753～2755, 2760, 2761, 2784～2795, 2802～2807, 2843, 2844                                                                   | 푸저우 남부   |                                |
| 우한 철도부            | 16   | 2646, 2647, 2651, 2652, 2660, 2661, 2666, 2667, 2681, 2682, 2722, 2738, 2739, 2746～2748                                     | 우한          |                                |
| 정저우 철도부          | 8    | 2644, 2645, 2672, 2673, 2680, 2720, 2721, 2733                                                                               | 정저우 동부   |                                |
| 난닝 철도부            | 21   | 2670, 2671, 2685～2688, 2695, 2696, 2718, 2719, 2724, 2725, 2732, 2734～2736, 2740, 2766, 2767, 2851, 2852                   | 난닝          |                                |
| 청두 철도부            | 15   | 2758, 2759, 2762, 2763, 2768～2770, 2801, 2811, 2812, 2831, 2832, 2835, 2836, 2842                                           | 청두 동부     |                                |
| 청두 철도부            | 26   | 2700, 2756, 2757, 2764, 2765, 2771～2783, 2813, 2814, 2826, 2827, 2829, 2830, 2837, 2838                                     | 구이양 북부   |                                |
| 중화인민공화국 철도부  | 2    | 2538, 2808 | 행정부 열차   |                                |
| CRH380AL               |      | |               |                                |
| 상하이 철도부          | 7    | 2542, 2543, 2564～2568 | 상하이 훙차오 |                                |
| 베이징 철도부          | 2    | 2554～2556 | 스자좡        |                                |
| 베이징 철도부          | 20   | 2541, 2544～2551, 2557～2563, 2570, 2602, 2621                                                                               | 베이징        |                                |
| 타이위안 철도부        | 2    | 2639, 2640 | 타이위안      |                                |
| 우한 철도부            | 33   | 2573～2588, 2605, 2611～2614, 2622～2630, 2632, 2635, 2636                                                                   | 우한          |                                |
| 난창 철도부            | 10   | 2701~2710 | 난창 서부     |                                |
| 시안 철도부            | 13   | 2572, 2589～2593, 2597, 2598, 2603, 2620, 2633, 2634, 2637, 2638                                                             | 시안 북부     |                                |
| 정저우 철도부          | 14   | 2552, 2554, 2594, 2595, 2604, 2606～2610, 2616～2619                                                                         | 정저우 동부   |                                |
| 정저우 철도부          | 2    | 2615, 2620 | 정저우        |                                |
| 청두 철도부            | 5    | 2571 ~ 2572, 2615, 2636 | 청두 철도부   |                                |
| 청두 철도부            | 1    | 2632 | 구이양 북부   |                                |
| CRH380AJ (구. CIT400A) |      | |               |                                |
| 중화인민공화국 철도부  | 3    | 0201～0203 |               | 주황색 도장을 적용한 점검 열차 |

## 같이 보기
- MTR CRH380A
- CRH380B
- CRH380C
- CRH380D